# Operace Chromium
Operace Chromium bylo krycí označení chystaného výsadku do Protektorátu Čechy a Morava. Výsadek byl organizován Zvláštní skupinou D při exilovém Ministerstvu národní obrany v Londýně. Z důvodu konce II. světové války byla operace zrušena.

## Složení a úkoly
Velitelem výsadku byl kpt. Václav Knotek, zástupce por. Karel Tichý a radista ppor. Jan Štursa. Kromě spojovacího úkolu, kdy měli zajistit přímý kontakt prezidenta E. Beneše s domácím odbojem měli provést dle dispozic prezidenta i zvláštní politický úkol. Vybaveni byli dvěma radiovými komplety s krycím názvem Hana.

## Činnost
Jako doskokový prostor bylo určeno okolí Jilemnice, odkud měla skupina proniknout k Praze. Od března 1945 se desant nacházel v Itálii. Během přesunu do Rosignana 17. dubna se ztratil operační materiál. 23. dubna se skupina dále přesunula do Brindisi.
První pokus o výsadek byl proveden 29. dubna, letoun se ale po střetu s německým stíhačem vrátil, podruhé, 4. května byly nad místem seskoku špatné povětrnostní podmínky a letadlo se opět vrátilo. V květnu, během povstání požadoval velitel desantu Knotek vysazení na Olšanských hřbitovech, což ale SOE zamítlo. 9. května byla operace zrušena.